# Слипченко, Максим Александрович
Максим Александрович Слипченко (укр. Максим Олександрович Сліпченко, 19 июня 1984, город Павлоград, Днепропетровская обл., УССР) — украинский тайбоксер, трехкратный чемпион Мира, двукратный чемпион Европы, победитель Кубка Мира, многократный чемпион Украины и международных турниров. Мастер спорта Украины международного класса.

## Образование
- Харьковский национальный университет внутренних дел (2006);
- Аспирантура Киевского национального университета внутренних дел (2009);
- Переяслав-Хмельницкий государственный педагогический университет имени Григория Сковороды (2011);
- кандидатская диссертация «Служебно-боевая деятельность органов внутренних дел в сфере охраны правовых режимов государственной границы» (Крымский юридический институт Одесского государственного университета внутренних дел, июль 2011).

## Титулы и достижения
- Многократный чемпион Украины по тайскому боксу 1998—2002, 2004, 2005, 2007 годов.
- Победитель Кубка Мира по тайскому боксу WAKO (1999 г.)
- Чемпион Европы по тайскому боксу по версии IFMA (2001 г.)
- Чемпион Европы по тайскому боксу по версии IFMA (2002 г.)
- Серебряный призёр Чемпионата Европы по тайскому боксу IFMA (2003 г.)
- Серебряный призёр Чемпионата Мира по тайскому боксу WAKO (2001 г.)
- Серебряный призёр Чемпионата Мира по тайскому боксу IFMA (2002 г.)
- Серебряный призёр Чемпионата Мира по тайскому боксу WAKO (2003 г.)
- Чемпион Мира по тайскому боксу WAKO (2004 г.)
- Чемпион Мира по тайскому боксу WAKO (2005 г.)
- Чемпион Мира по тайскому боксу WAKO (2007 г.)

## Награды[2]
- Орден «За отличие в службе» II степени (май 2004) — за выдающиеся достижения в спорте, подъём международного престижа отечественного таиландского бокса.
- Орден «За отличие в службе» I степени (январь 2006) за выдающиеся личные заслуги перед Украиной в развитии спорта, исключительные спортивные достижения, подъём авторитета Украины в мире.
- Орден «Знак почета» (апрель 2011) за выдающиеся личные заслуги перед Украиной в развитии спорта.

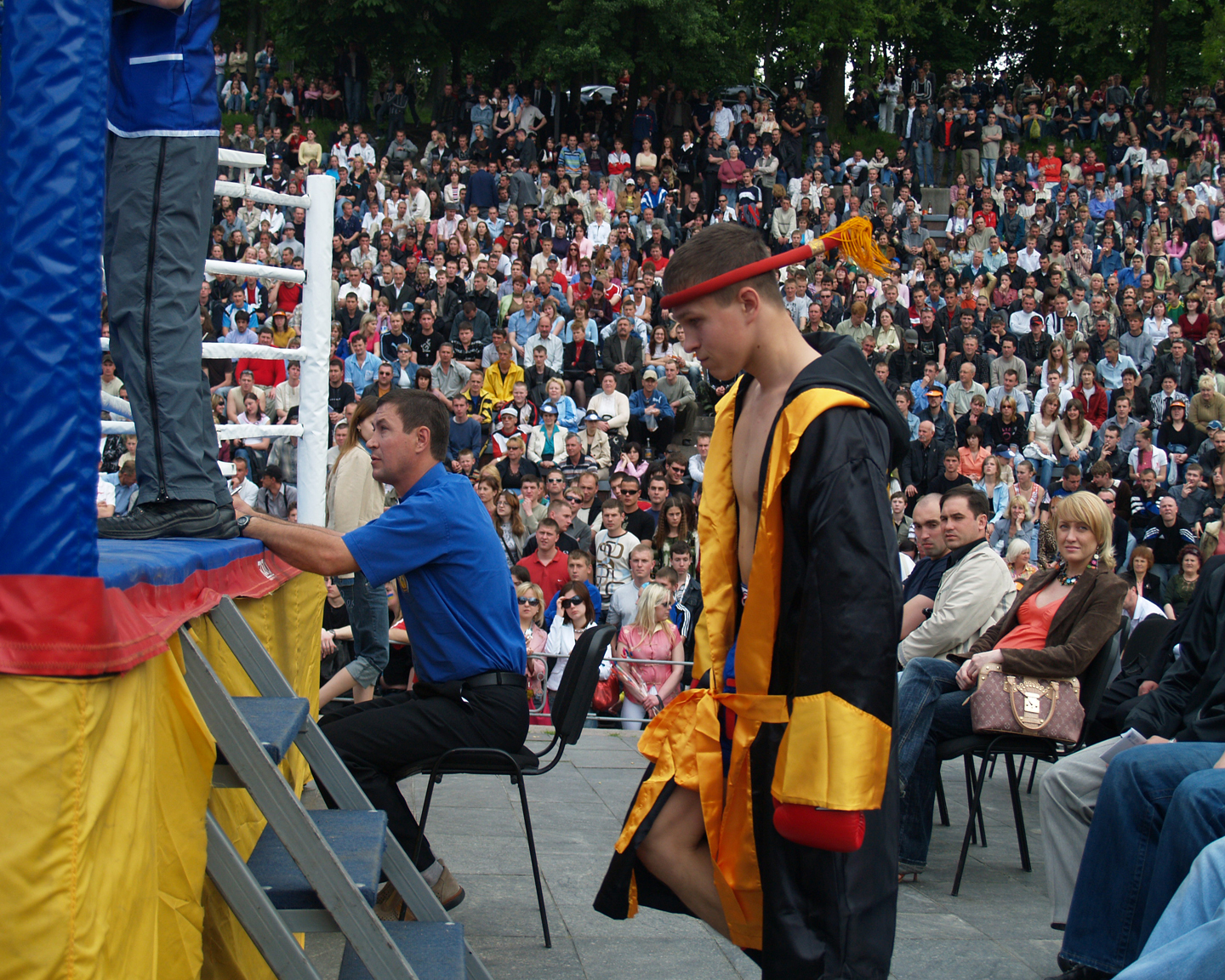
Максим Слипченко на турнире по тайскому боксу, 2006